# Storryssland (parti)
Storryssland, (ryska: Великая Россия; translitteration: Velikaja Rossija) eller Storryska partiet, är ett nationalistiskt och konservativt politiskt parti i Ryssland, grundat i april 2007.
Partiet grundades av förre partiledaren för Rodina, Dmitrij Rogozin, tillsammans med organisationerna Rörelsen mot olaglig invandring och Ryska gemenskapernas kongress  samt före detta medlemmar från Rodina, vilket satt i Statsduman åren 2003-2007. Nuvarande[när?] partiordförande är Andrej Saveljev.
Den 24 juli 2007 nekades Storryssland registrering av ryska justitieministeriet.

## Bilder

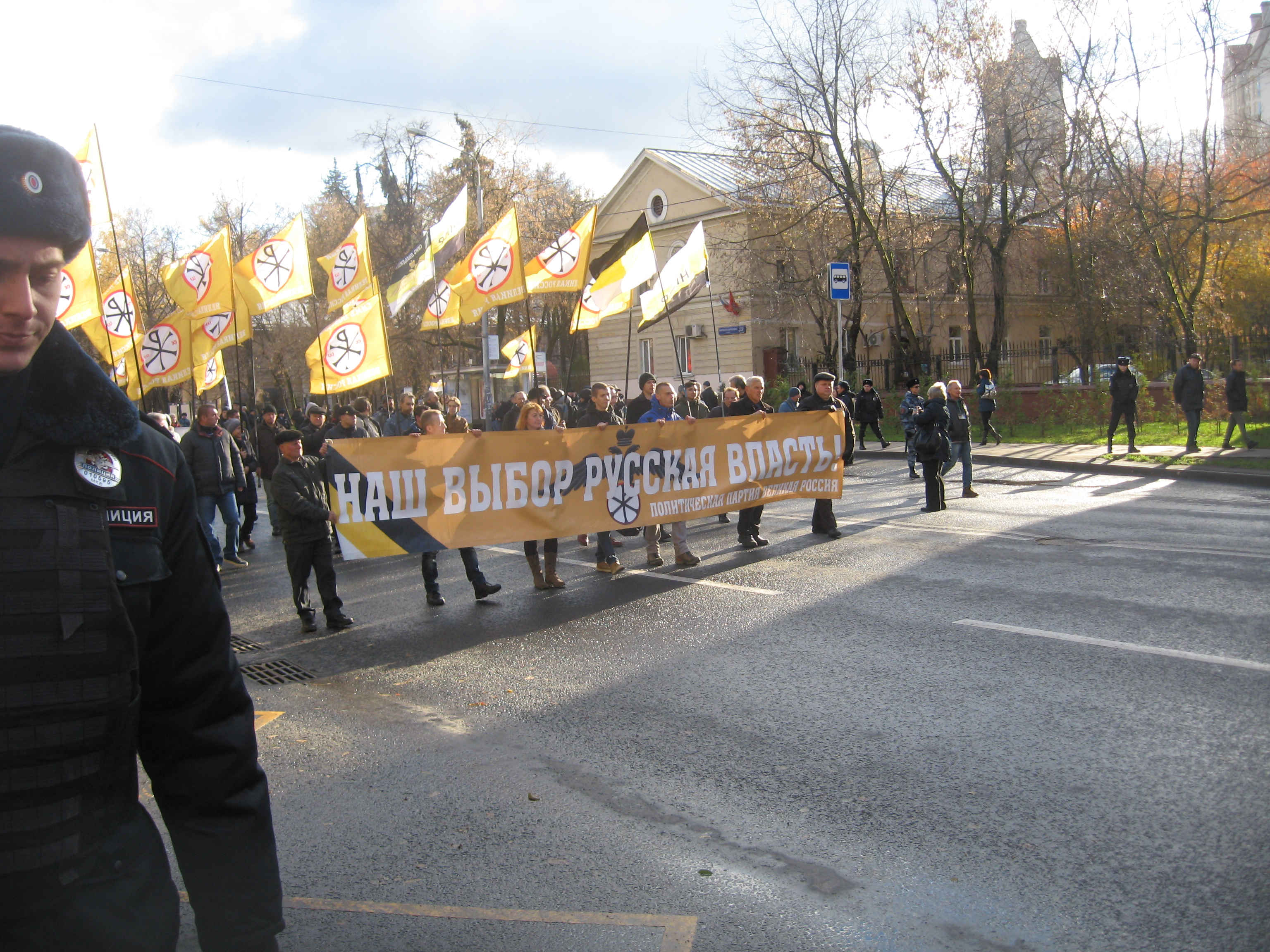
Storryska partiet vid den ryska marschen 2018.
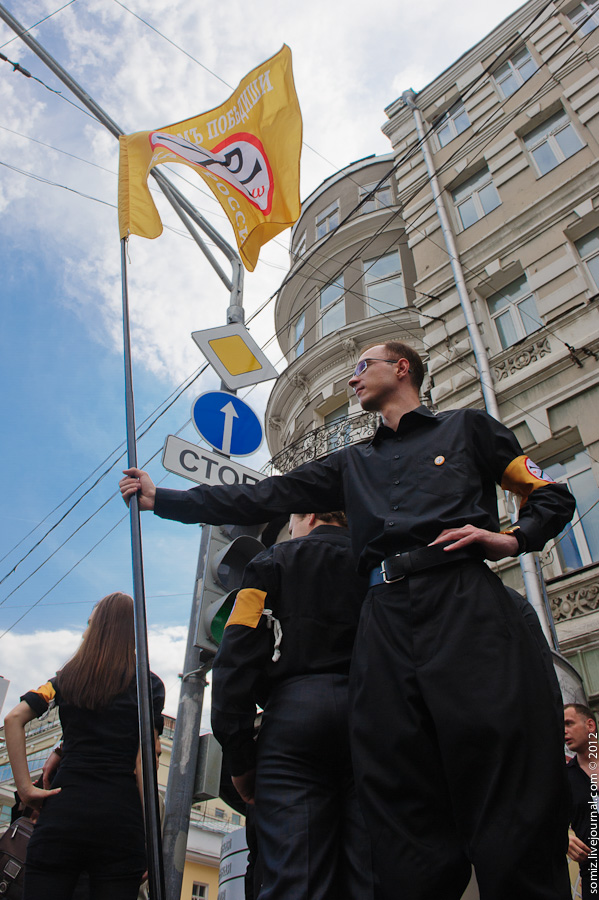
Anhängare till Storryska partiet med dess flagga.

### Allmänna källor
- "Великая Россия" для ультраправых / СОВА (sova-center.ru)
- "Великой России" вновь отказано в регистр… / СОВА (sova-center.ru)